# Canolal
Canolal es una localidad del municipio de Chenalhó, ubicado en la región de Los Altos del estado mexicano de Chiapas.

## Geografía
La localidad de Canolal se sitúa en las coordenadas geográficas 16°59′44″N 92°31′30″O / 16.995556, -92.525000, a una elevación de 1,433 metros sobre el nivel del mar.

## Demografía
Según el Conteo de Población y Vivienda 2005, efectuado por el Instituto Nacional de Estadística y Geografía, Canolal tenía 966 habitantes, en 2010 la población era de 783 habitantes, y para 2020 había 402 habitantes, de los cuales 204 son del sexo masculino y 198 del sexo femenino.
| Gráfica de evolución demográfica de Canolal entre 2005 y 2020 |
|                                                               |
| INEGI.                                                        |